# The Pillows
The Pillows (lub the pillows) – japoński zespół rockowy powstały w 1989 r. Nagrał między innymi ścieżkę dźwiękową do anime "FLCL (Furi Kuri)".

## Skład
- Sawao Yamanaka - wokal, gitara rytmiczna
- Yoshiaki Manabe - gitara
- Shinichirou Sato - perkusja
- Jun Suzuki - gitara basowa

Byli członkowie
- Kenji Ueda – gitara basowa (1989–1992)
- Tatsuya Kashima – gitara basowa (1992–1999)

## Dyskografia

### Albumy
- [1990.05.21] パントマイム (PANTOMIME)
- [1990.10.25] 90’S MY LIFE
- [1991.06.21] Moon Gold
- [1992.05.21] White Incarnation
- [1994.07.02] KOOL SPICE
- [1995.03.24] Living Field
- [1997.01.22] Please Mr. Lostman
- [1998.02.21] Little Busters
- [1999.01.22] Runner's High
- [1999.12.02] Happy Bivouac
- [2001.02.07] Fool on the planet
- [2001.10.31] Smile
- [2002.10.23] Thank You, My Twilight
- [2002.10.23] Another Morning, Another Pillows
- [2003.11.06] Penalty Life
- [2004.06.23] Turn Back
- [2004.11.03] GOOD DREAMS
- [2006.01.12] MY FOOT
- [2007.05.02] Wake up! Wake up! Wake up!
- [2008.06.25] PIED PIPER

### Single
- [1991.05.21] ame ni utaeba
- [1992.04.17] kanjo wa SHISUTAA
- [1994.08.24] Daydream Wonder
- [1995.03.24] GIRLFRIEND
- [1996.01.24] Tiny Boat
- [1996.06.21] STRANGE CHAMELEON
- [1996.08.21] Swanky street
- [1996.11.21] Trip Dancer
- [1997.03.05] kanojo wa kyou
- [1997.06.28] ONE LIFE
- [1997.11.21] HYBRID RAINBOW
- [1998.01.21] ANOTHER MORNING
- [1998.09.02] No Self Control
- [1998.11.27] INSTANT MUSIC
- [1999.07.28] CARNIVAL
- [1999.10.27] Rush
- [2000.04.26] Ride on Shooting Star
- [2000.11.22] I Think I Can
- [2002.08.01] shiroi natsu to midori no jitensha, akai kami to kuroi gitaa
- [2003.09.03] Terminal Heaven's Rock
- [2004.10.06] sono mirai wa ima
- [2005.09.14] NONFICTION
- [2005.11.23] Third Eye
- [2006.02.26] GAZELLE CITY
- [2007.04.04] Scarecrow
- [2007.08.15] Lady Bird Girl
- [2008.01.30] Tokyo Bambi
- [2008.05.28] New Animal

### Kompilacje i koncerty
- [1990.12.20] Christmas Tape
- [2001.05.05] Busters on The Planet
- [2004.09.16] Synchronized Rockers
- [2004.09.16] 15th Anniversary Special Live at Shibuya-AX
- [2005.09.14] Delicious Bump Tour in USA
- [2006.02.26] Delicious Bump Show
- [2007.11.14] "LOSTMAN GO TO AMERICA" THE PILLOWS MY FOOT TOUR in USA
- [2008.01.30] Wake up! Stand up! and Go!- the pillows Wake up! Tour 2007.10.08 @Zepp Tokyo
- [2009.01.28] PIED PIPER GO TO YESTERDAY
- [2009.06.03] Rock stock & too smoking the pillows
- [2009.06.03] Once upon a time in the pillows